# Carlos de la Trinidad Borge y Castrillo
Carlos de la Trinidad Borge y Castrillo (Juigalpa, 27 de mayo de 1888-Managua, 22 de julio de 1973), fue un sacerdote y obispo auxiliar emérito de la Arquidiócesis de Managua.

## Biografía
Borge y Castrillo fue ordenado sacerdote el 28 de octubre de 1914. Fue electo obispo titular de Lappa y obispo auxiliar de Granada el 14 de abril de 1945. Fue consagrado el 27 de mayo de 1945 por monseñor Luis Manuel Sanabria y Martinez, Arzobispo de San Jose, Costa Rica.
En septiembre de 1951 la Sagrada Congregación Consistorial de Roma le nombró, obispo coadjutor sin derecho a sucesión y administrador apostólico de la diócesis granadina, debido a la salud quebrantada el obispo titular de la diócesis monseñor Canuto Reyes y Balladares.
El 9 de agosto de agosto de 1953 fue trasladado a la Arquidiócesis de Managua como su obispo auxiliar donde se mantuvo hasta su retiro el 17 de junio de 1968. Falleció el 22 de julio de 1973 a los 85 años de edad.